# 狼林山脈
狼林山脈（ランニムさんみゃく、Rangrim Mountains, 朝鮮語: 랑림산맥）は、朝鮮半島北部にある山脈。蓋馬高原の西を南北に伸びている。現在は朝鮮民主主義人民共和国（北朝鮮）の慈江道から平安南道、咸鏡南道にかけて属している。
狼林山脈は、北の摩天嶺山脈や、南に続く太白山脈とともに朝鮮半島の脊梁山脈（白頭大幹）の一部を成しており、西の黄海側と東の日本海側を分ける分水嶺となっている。大同江、清川江など朝鮮半島北部の大きな川はこの山脈の西側に発している。高い峰は山脈の東側に連なり、西側へ向かって低くなっている。最高峰は臥碣峰（ワガル峰、와갈봉）で、海抜2,260メートル。
狼林山脈からは、1000メートル級の山脈がいくつか南西方向に並行して分かれている。鴨緑江の南岸を走る江南山脈、清川江に沿う狄踰嶺山脈、妙香山のある妙香山脈、そのほか彦眞山脈、滅悪山脈などがこれにあたる。

## 資源
山脈の主な岩石は花崗岩、片麻岩、結晶片岩などで、南部と北部の一部には石灰岩が分布する。銅、鉛、亜鉛などの地下資源も多い。また北朝鮮における木材の主要な産地でもある。 
植物相は、亜寒帯性の針葉樹林や混合林が分布しており、1,900メートル以上の地域には高山草原が広がっている。五佳山（오가산）は原生林が残っており、五佳山自然保護区が設定されている。